# Guttry (herb szlachecki)

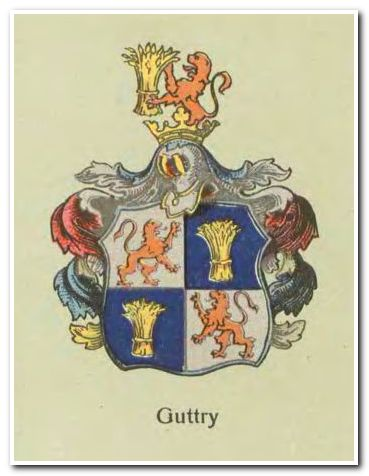
Wizerunek herbu z herbarza Herby szlachty polskiej Zbigniewa Leszczyca

Wizerunek herbu według herbarza Johna Burkego

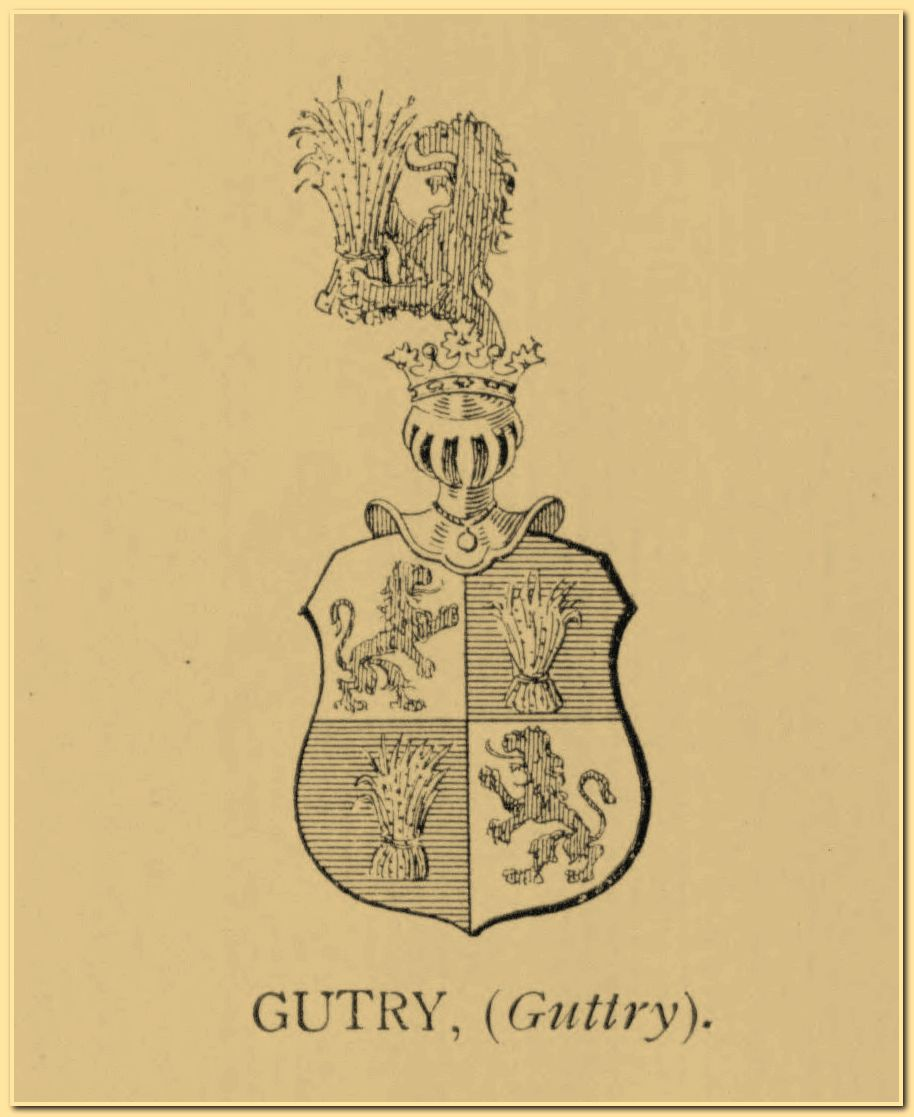
Wizerunek herbu z Księgi herbowej rodów polskich Juliusza Ostrowskiego

Guttry (Gutry) – polski herb szlachecki pochodzenia szkockiego, herb własny z indygenatu.

## Opis herbu
Opis herbu z wykorzystaniem klasycznych zasad blazonowania:
Tarcza herbowa podzielona na cztery części. W polu pierwszym i czwartym w kolorze srebrnym, lwy czerwone. W polu drugim i trzecim w kolorze niebieskim złote snopy zboża.
Klejnot – nad hełmem w koronie, pół lwa trzymającego w łapach snop zboża, w kolorze złotym.
Labry z prawej srebrne, podbite czerwienią. Z lewej złote podbite niebieskim

 Opis herbu z Księgi herbowej rodów polskich Juliusza Ostrowskiego: 

Na tarczy czterodzielnej w polach I i IV srebrnych – lew wspięty czerwony, w II i III błękitnych – snop złoty. Nad hełmem w koronie pół lwa snop trzymającego.

## Wzmianki heraldyczne
Herb przyniesiony do Rzeczypospolitej ze Szkocji, herb rodziny Guttry (Guthrie of Elgin) wywodzącej się ze starego szkockiego klanu Guthrie, osiadłej w Gdańsku w XVI wieku. W 1673 podczas sejmu pacyfikacyjnego, na wniosek hetmanów Jana Sobieskiego i Dymitra Wiśniowieckiego, za zasługi wojenne, Jerzy Guttry major piechoty wojsk koronnych z regimentu Jana Fryderyka von Grabena otrzymał indygenat.

## Herbowni
Jedna rodzina herbownych (herb własny): Guttry (Gutry)